# Inspektorat Starachowice Armii Krajowej
Inspektorat Starachowice Armii Krajowej – terenowa struktura Okręgu Radom-Kielce Armii Krajowej.

## Skład organizacyjny
Organizacja w 1944:
- Obwód Końskie Armii Krajowej
- Obwód Iłża Armii Krajowej

## Obsada personalna inspektoratu
Na dzień 1 listopada 1944
- inspektor – mjr Józef Włodarczyk „Wyrwa”
- szef referatu organizacyjnego – „Przemysław” (NN)
- szef referatu wywiadu – „Ryszard” (NN)
- szef referatu operacyjnego – kpt. Bolesław Czerwiński „Wir”
- kwatermistrz – „Herman” (NN)
- szef referatu łączności – „Derkacz” (NN)
- szef referatu saperów – „Lucjan” (NN)
- szef referatu walki bieżącej – Jan Fronczak „Jezierski”
- szef referatu przerzutów powietrznych – Tomasz Sotowski „Krzem”
- kierownik kancelarii – „Romualda” (NN)
- dca ochrony radiostacji – „Roman” (NN)
- radiotelegrafista – „Buk” (NN)